# Amata microspila
Amata microspila är en fjärilsart som beskrevs av Turner 1923. Amata microspila ingår i släktet Amata och familjen björnspinnare. Inga underarter finns listade i Catalogue of Life.